# Orde van Militaire Verdienste (Frankrijk)
De Orde van Militaire Verdienste (Frans: "Institution du mérite militaire") werd op 10 maart 1759 ingesteld door Lodewijk XV van Frankrijk om ook de vele niet-katholieke officieren in zijn legers te kunnen onderscheiden. Lodewijk XIV had vastgelegd dat alleen katholieke officieren de Orde van de Heilige Lodewijk konden ontvangen en in de eed die de ridders in deze orde aflegden zwoeren zij altijd katholiek te zullen blijven.

In het midden van de 18e eeuw was Frankrijk iets toleranter geworden en er was behoefte aan een tweede onderscheiding, want één op de twintig officieren was protestant. Het ging om de officieren van het Zweedse, de negen Duitse en tien Zwitserse regimenten. En dan was er de beroemde Zwitserse Garde (Frans: "régiment des Gardes-suisses") van de koning.
Een ridderorde die veteranen een inkomen verschafte was al eerder, maar zonder het beoogde doel te bereiken, ingesteld; Lodewijk XIII stichtte een zogenaamde Orde van de Christelijke Barmhartigheid al in 1589. Ook het "Militair Instituut van Elisabeth-Theresia in Oostenrijk verleende sinds 1750 pensioenen aan trouwe, ook protestantse, officieren.
De katholieke Zwitserse luitenant-generaal Maurice de Courten was de geestelijke vader van de orde. De koning nam zijn voorstel over om een onderscheiding te creëren die in alles op de Orde van de Heilige Lodewijk leek. De koning vermeed zorgvuldig het woord "orde" in het oprichtingsbesluit, dat sprak van een "établissement sous le titre du Mérite Militaire" (Instelling met de naam Militaire Verdienste). In 1784 maakte Lodewijk XVI daar een "Institution du Mérite Militaire" van.
De in dit "instituut" opgenomen officieren hoefden zich niet achtergesteld te voelen, want de onderscheiding had dezelfde procedures, vorm en pensioenen als de oudere Orde van de Heilige Lodewijk. Op het kruis ontbrak uiteraard een afbeelding van de heilige, daarvoor in de plaats was een lauwerkrans gekomen. Het lint was blauw.

De drie graden (1e, 2e en 3e graad of "degré") kwamen ook overeen met de drie klassen van de oudere orde. In 1785 werden ook de graden omgedoopt in grootkruis, commandeur of grootlint en ridder.
Kolonels kregen de onderscheiding na 18 jaar dienst, waarbij veldtochten dubbel telden; luitenant-kolonels, majoors en lagere officieren kwamen na 20, 22 en 28 jaar.
Omdat de koning zeer zorgvuldig de meest geziene officieren van het Franse leger (en de marine) als eersten decoreerde kreeg de onderscheiding veel aanzien. De eerste grootkruisen waren voor de Zwitserse veldmaarschalk Graaf Waldner en de Duitse luitenant-generaal vorst Willem Hendrik van Nassau-Saarbrücken. Zij kregen ook als eersten het 4000 livres grote pensioen uit de rente van 32000 livres die de gedecoreerden moesten delen. Voor de derde graad bleef 200 of 800 livres over.
Op 1 januari 1791 besloot de Conventie, het revolutionaire Franse parlement, de Orde van de Heilige Lodewijk en de Orde van Militaire Verdienste samen te voegen tot de "Décoration Militaire".
In september van dat jaar werd besloten dat deze onderscheiding ook aan protestanten zou worden verleend. De 5424 dragers van deze onderscheiding, in vorm gelijk aan de Orde van de Heilige Lodewijk, verloren door de wet van 15 oktober 1792, die alle orden afschafte, hun onderscheiding.
In de opstandige Vendée en aan de fronten van de landen die het revolutionaire Frankrijk bevochten, werden door de Franse koning in ballingschap desondanks 4418 ridders in de Orde van de Heilige Lodewijk en vele ridders in de Orde van Militaire Verdienste benoemd. De verbannen koning hield vast aan de regel dat protestantse officieren geen Orde van de Heilige Lodewijk konden ontvangen.
Napoleon I merkte op dat de ambitie om de Orde van de Heilige Lodewijk te verwerven de officieren zoveel enthousiasme gaf dat "het Franse leger zonder een dergelijk vooruitzicht geen oorlogen had kunnen voeren". Deze orde, en mutatis mutandis dus ook de Orde van Militaire Verdienste, stond dan ook model voor zijn Legioen van Eer dat zonder onderscheid van religie werd verleend.
Het is geen toeval dat alle drie de onderscheidingen aan een rood lint worden gedragen.

## De orde na de val van Napoleon
Na de restauratie van de Bourbons bepaalde koning Lodewijk XVIII in 1814 dat de Orde van de Heilige Lodewijk en de Orde van Militaire Verdienste in het vervolg beide aan een rood lint zouden worden gedragen. Op 16 november 1816 bepaalde de vorst dat de Orde van de Heilige Lodewijk en de Orde van Militaire Verdienste een nieuwe rol zouden krijgen en hij verleende niet minder dan 12000 kruisen in de vergeefs gebleken hoop daarmee het door Napoleon I gestichte Legioen van Eer te verdringen.
De koning maakte alle maarschalken van Frankrijk tot ridder in deze orden en kondigde aan dat officieren met 24 dienstjaren, dat hield dus in dat zij dienst konden hebben genomen in het revolutionaire leger van 1792, recht op de Orde van de Heilige Lodewijk hadden. Het verschil tussen katholieken en protestanten bleef bestaan, protestantse officieren kregen net als voor de revolutie de Orde van Militaire Verdienste.
Een aantal bijzondere benoemingen vond plaats in 1815: negen officieren van Wellingtons bezettingsleger werden gedecoreerd vanwege hun "gematigdheid en correcte gedrag". De laatste benoemingen in de orde vonden in 1829 plaats.
De Julirevolutie van 1830 maakte een einde aan de Bourbon-monarchie en aan de Orde van Militaire Verdienste. De Ridders werd gevraagd de orde met de gehate lelies van de Bourbons niet meer te dragen. In een aantal gevallen werden de lelies daarom van de kruisen verwijderd.
Het draagteken van de Ridders was een gouden kruis met daarop een medaillon. Zoals in die tijd gebruikelijk droegen de Ridders, er waren geen vrouwelijke leden, hun ordeteken dagelijks.
Ackermann vermeldt deze ridderorde in de lijst van historische orden van Frankrijk.

## Draagwijze
Zowel het "instituut" als de latere orde werd als volgt gedragen:
- ridders (chevaliers) droegen een kruis aan een lint op de linkerborst
- commandeurs droegen een kruis aan een sjerp
- grootkruisen (Grand-Croix) droegen een geborduurde ster en een kruis aan een sjerp